# آيرون مان 3
آيرون مان 3 (بالإنجليزية: Iron Man 3)‏، هو فيلم بطل خارق أمريكي عن شخصية مارفل كومكس آيرون مان. من إنتاج استوديوهات مارفل وتوزيع استوديوهات والت ديزني. الفيلم من إخراج شين بلاك وبطولة روبرت دوني جونير بدور توني ستارك/آيرون مان وجوينيث بالترو بدور بيبر بوتس وجون فافرو بدور هابي هوجان، يقدم الفيلم شخصيات جديدة يجسدها غاي بيرس وريبيكا هول وستيفاني زوستاك وجيمس بادج دايل وبن كينغسلي. الفيلم يعتبر تكملة لأفلام آيرون مان وآيرون مان 2 وهو أيضاً الأصدار السابع ضمن عالم مارفل السينمائي. تدور قصة الفيلم حول خطأ وقع به توني ستارك قبل 10 سنوات ليتحول هذا الخطأ إلى مشكلة كبيرة تهدده وتهدد البلاد.
بعد إصدار فيلم أيرون مان 2 في مايو 2010، قرر المخرج جون فافرو عدم العودة لفيلم ثالث. عُيّن بلاك لكتابة وإخراج الجزء الثاني في فبراير 2011، وعمل مع بيرس لجعل السيناريو أكثر تركيزًا على الشخصيات، والتركيز على عناصر الإثارة، واستخدام مفاهيم من قصة "Extremis" المصورة لوارن إليس. استُقدم طاقم الممثلين المساعدين، بمن فيهم كينغسلي وبيرس وهال، طوال شهري أبريل ومايو 2012. استمر التصوير من 23 مايو إلى 17 ديسمبر 2012، في استوديوهات EUE/Screen Gems في ويلمنجتون، كارولاينا الشمالية. كما تم تصوير أجزاء أخرى في أنحاء كارولاينا الشمالية، بالإضافة إلى فلوريدا ولوس أنجلوس والصين؛ وتم إنتاج نسخة موسعة من الفيلم خصيصًا للجمهور الصيني. وقدّمت سبع عشرة شركة المؤثرات البصرية للفيلم.
عُرض فيلم "الرجل الحديدي 3" لأول مرة في سينما "جراند ريكس" بباريس في 14 أبريل 2013، وطُرح في الولايات المتحدة في 3 مايو، كأول فيلم في المرحلة الثانية من عالم مارفل السينمائي. وقد نال الفيلم مراجعات إيجابية من النقاد، حيث أشادوا بمشاهد الحركة فيه، وإخراج بلاك، وأداء داوني، على الرغم من وجود انتقادات لتصوير شخصية الماندرين. حقق الفيلم نجاحًا كبيرًا في شباك التذاكر، محققًا إيرادات تجاوزت 1.2 مليار دولار عالميًا، مما جعله ثاني أعلى فيلم إيرادات في عام 2013 والفيلم السادس عشر الذي تجاوزت إيراداته مليار دولار. واختتم عرضه السينمائي كخامس أعلى فيلم إيرادات على الإطلاق، بينما كانت عطلة نهاية الأسبوع الافتتاحية له سادس أعلى فيلم إيرادات على الإطلاق. ورُشّح الفيلم لجائزة أفضل مؤثرات بصرية في حفل توزيع جوائز الأوسكار وجوائز البافتا.

## الحبكة
في حفلة ليلة رأس السنة الجديدة في عام 1999، يلتقي توني ستارك بالعالمة مايا هانسن، مخترعة علاج تجريبي تجديدي يدعى إكستريمس يسمح بالشفاء من الإصابات المسببة للعجز. يقدم لهم العالم المعوق ألدريتش كيليان مكانًا في شركته أدفانسد أيديا ميكانيكس، لكن ستارك يرفضه. في ديسمبر 2012، بعد سبعة أشهر من معركة نيويورك، يعاني ستارك من اضطراب ما بعد الصدمة ويعاني من نوبات من الذعر والقلق بصورة متكررة بسبب تجاربه خلال الغزو الفضائي والمعركة اللاحقة للغزو. بنى العشرات من بدلات الرجل الحديدي الجديدة للتعامل مع الأرق، وأثار خلافًا مع صديقته بيبر بوتس.
تركت سلسلة التفجيرات التي ادعى الإرهابي المعروف باسم الماندرين مسؤوليته عنها وكالات الاستخبارات في حيرة بسبب نقص الأدلة الجنائية. أصيب رئيس جهاز الأمن لستارك هابي هوجان بجروح بالغة في أحد هذه الهجمات على دور العرض تي سي إل الصيني، ما دفع ستارك إلى إصدار تهديد متلفز للماندرين بجرأة، وكشفه عن عنوان منزله في هذه الإعلان. يرسل الماندرين مروحيات حربية لتدمير منزل ستارك. هانسن، التي جاءت لتحذير ستارك، تنجو من الهجوم مع بوتس. يهرب ستارك في بدلة الرجل الحديدي الجديدة التجريبية، ويطير ذكاءها الاصطناعي جارفس بستارك إلى ريف تينيسي، متبعًا خطة الرحلة من تحقيق لستارك لإيجاد الماندرين. إن درع ستارك الجديد لا يعمل بكامل طاقته ويفتقر إلى الطاقة الكافية للعودة إلى كاليفورنيا، تاركًا العالم يصدق وفاته.
يحقق ستارك في بقايا انفجار محلي يحمل بصمات هجوم الماندرين. ويكتشف أن «التفجيرات» فُجرت من قبل جنود تعرضوا لإكستريمس رفضت أجسامهم العلاج بصورة متفجرة. ونُسبت هذه الانفجارات على نحو كاذب إلى مؤامرة إرهابية من أجل إخفاء عيوب إكستريمس. يشهد ستارك على أثار إكستريمس مباشرة عندما يهاجمه عملاء الماندرين سافين وبراندت: يقتل ستارك براندت ويشل سافين. في هذه الأثناء، يظهر كيليان مرة أخرى ويختطف بوتس بمساعدة هانسن. تستمر وكالات المخابرات الأمريكية في البحث عن موقع الماندرين، مع استدراج جيمس رودز، سابقًا وور ماشين، الذي أعيد تسميته الآن باسم آيرون باتريوت، إلى فخ لسرقة بدلته الشبيه ببدلة الرجل الحديدي.
يتتبع ستارك الماندرين إلى ميامي ويتسلل إلى مقره باستخدام أسلحة مرتجلة. في الداخل، يكتشف أن الماندرين هو في الواقع ممثل إنجليزي يدعى تريفور سلاتاري، وهو غافل عن التصرفات التي تتم باسمه. كيليان، الذي خصص أبحاث هانسن المتطرفة لعلاج إعاقته الخاصة ووسع البرنامج ليشمل جرحى المحاربين القدامى، يكشف أنه هو الماندرين الحقيقي وراء غطاء سلاتاري. بعد القبض على ستارك، يكشف كيليان أنه قد عرض بوتس لإكستريمس على أمل أن يساعد ستارك في إصلاح عيوب إكستريميس أثناء محاولته إنقاذها. كيليان يقتل هانسن عندما تحاول منعه.
يهرب ستارك ويجتمع مع رودس، ويكتشف أن كيليان ينوي مهاجمة الرئيس إليس على متن طائرة الرئاسة، باستخدام بدلة آيرون باتريوت، الذي يتحكم بها سافين. يقتل ستارك سافين، وينقذ الركاب والطاقم، لكنه لم يستطيع منع كيليان من اختطاف إليس وتدمير طائرة الرئاسة. يتتبعان كيليان إلى ناقلة نفط متضررة محجوزة حيث ينوي كيليان قتل إيليس وبث جريمته على التلفزيون المباشر. سيصبح نائب الرئيس زعيم دمية، يتبع أوامر كيليان، في مقابل حصوله على إكستريمس لعلاج إعاقة ابنته الصغيرة. على المنصة، يعمل ستارك على إنقاذ بوتس، مع ملاحقة رودس للرئيس. يستدعي ستارك بدلات الرجل الحديدي الخاصة به المتبقية، التي يُتحكم فيها عن بُعد من قبل جارفس لتقديم الدعم الجوي. يؤمن رودس الرئيس ويأخذه إلى بر الأمان، بينما يكتشف ستارك أن بوتس نجت من التعرض للإكستريمس، قبل أن يتمكن من إنقاذها، تنهار منصة حولهم وتسقط على المنصة أدناه، ما يجعل ستارك يعتقد أنها ماتت. يحارب ستارك كيليان، لكنه يجد نفسه محاصرًا. تتدخل بوتس، التي أتاحت لها القوى التي اكتسبتها بسبب إكستريمس النجاة من سقوطها، وتتدخل وتقتل كيليان لإنقاذ ستارك.
يأمر ستارك جارفس بتدمير كل بدلات الرجل الحديدي عن بُعد كعلامة على تفانيه لبوتس، في حين يُقبض على نائب الرئيس وسلاتاري. بمساعدة ستارك، تستقر تأثيرات إكستريمس على بوتس، ويعد ستارك بتقليص حياته كالرجل الحديدي، ويخضع لعملية جراحية لإزالة الشظية بالقرب من قلبه ويرمي المفاعل القوسي القديم الذي كان في صدره في البحر. يقول متأملًا أنه حتى بلا التكنولوجيا، سيكون دائمًا الرجل الحديدي.

## طاقم العمل
- روبرت داوني جونير بدور توني ستارك / الرجل الحديدي:

العبقري كما يصف نفسه، الملياردير، واللعوب، وفاعل الخير. يمتلك دروع على هيئة بدلات ميكانيكية من اختراعه. يكافح ستارك الآن للتصالح مع تجربته القريبة من الموت في فيلم ذا أفينجرز (المنتقمون)، ويعاني من نوبات القلق. قال داوني، عند إعداد فيلم ثالث لسلسلة آيرون مان، «شعوري تجاهه أننا بحاجة إلى ترك كل شيء في الميدان، مهما كان ذلك يعني في النهاية. يمكنك اختيار عدة نقاط انطلاق مختلفة لذلك». وعن المتابعة في ذا أفينجرز (المنتقمون)، قال داوني إنهم «حاولوا أن يكونوا عمليين في عالم ما بعد المنتقمون. ما هي تحدياته الآن؟ ما هي بعض القيود التي قد تفرض عليه؟ وما نوع التهديد الذي قد يتعرض له، كالمعتاد هل يتجاهل هذه القيود؟» قارن كاتب السيناريو درو بيرس توني بجيمس بوند الأمريكي لكونهما «أبطال مع إحساس بالخطر عليهم، وغير متوقعين» حتى لو كان ستارك «عميلًا حرًا» بدلًا من ممثل للسلطة مثل بوند. وشبه أيضًا توني بأبطال أفلام السبعينيات من القرن العشرين مثل ذا فرينش كونيكشن (الرابط الفرنسي)، حيث «خصوصية الأبطال هي ما تجعلهم مثيرين».
- جوينيث بالترو بدور فرجينيا «بيبر» بوتس:

حبيبة ستارك، ومساعدته منذ فترة طويلة، والرئيسة التنفيذية الحالية لشركة ستارك للصناعات. تقول بالترو عن علاقة شخصيتها مع توني، «[لا تزال] تعشق توني، لكنها سئمت منه تمامًا. هو يعلق دائمًا في حلقة مفرغة» علق كيفين فيجي على دور بيبر في الفيلم: «مثلث الحب في هذا الفيلم هو حقًا بين توني وبيبر والبدلات. توني وبيبر وهوسه بهذه البدلات والهوس بالتكنولوجيا». ذكر فيجي أيضًا أن الفيلم يستخدم الشخصية للعب على حبكة الفتاة في خطر، ويطرح السؤال، «هل بيبر في خطر أم أن بيبر هي المنقذة؟».
- دون شيدل بدور جيمس «رودي» رودس / آيرون باتريوت:

أفضل صديق لستارك وصلة وصل بين ستارك إندستريز والقوات الجوية الأمريكية في قسم المكتسبات. يرتدي رودس بدلة وور ماشين المعاد تصميمها / ترقيتها، مع تلوينها بألوان مستوحاة من العلم الأمريكي مشابهة لبدلة آيرون باتريوت من القصص المصورة. قال فيجي عن رودس والبدلة، «الفكرة في الفيلم هي أن البدلة الحمراء والبيضاء والزرقاء هي بيان جريء، ومن المفترض أن تكون كذلك. يمثل رودي التوازن المثبط لغرابة توني، وفي هذه الجزء يمكنك رؤية هذا ويذكرك الفلم أيضًا بالثقة والصداقة بينهما بطريقة شاين بلاك الرائعة باللعب على حبكة الشرطي الصديق». في الفيلم، يطلب الرئيس من رودي أن يحمل اللقب «آيرون باتريوت» وأن يرتدي بدلة حمراء وبيضاء وزرقاء، ليكون «البطل الأمريكي» للحكومة ردًا على أحداث فيلم المنتقمون.

## وصلات خارجية
- الموقع الرسمي
- آيرون مان 3 على موقع IMDb (الإنجليزية)
- آيرون مان 3 على موقع ميتاكريتيك (الإنجليزية)
- آيرون مان 3 على موقع الموسوعة البريطانية (الإنجليزية)
- آيرون مان 3 على موقع روتن توميتوز (الإنجليزية)
- آيرون مان 3 على موقع نتفليكس (الإنجليزية)
- آيرون مان 3 على موقع قاعدة بيانات الأفلام العربية
- آيرون مان 3 على موقع ألو سيني (الفرنسية)
- آيرون مان 3 على موقع Turner Classic Movies (الإنجليزية)
- آيرون مان 3 على موقع أول موفي (الإنجليزية)
- آيرون مان 3 على موقع بوكس أوفيس موجو (الإنجليزية)